# Alexandros Nikolopoulos
Alexandros Nikolopoulos (Atenas, 20 de outubro de 1970) é um ex-pentatleta olímpico grego. 

## Carreira
Alexandros Nikolopoulos representou o seu país nos Jogos Olímpicos de 1992, na qual ficou na 31° posição no individual. 